# Jenny Macklin
Jennifer (Jenny) Macklin (ur. 29 grudnia 1953 w Brisbane) – australijska polityk, działaczka Australijskiej Partii Pracy (ALP), w latach 2007-2013 minister ds. rodzin, mieszkalnictwa, pomocy społecznej i spraw ludności rdzennej.

## Młodość
Choć urodziła się w stolicy stanu Queensland, dorastała w Wiktorii, przez pewien czas mieszkała też w Japonii. Jako młoda dziewczyna deklarowała się jako marksistka i należała do tzw. Socjalistycznej Lewicy, najbardziej lewicowej frakcji ALP. Ukończyła z wyróżnieniem studia ekonomiczne na University of Melbourne. Karierę zawodową rozpoczęła od pracy naukowej, którą prowadziła w Melbourne i Canberze. Do polityki weszła w 1985, zostając doradczynią ministra zdrowia stanu Wiktoria. W latach 1990–93 była dyrektorem Narodowej Strategii Zdrowotnej, będącej agendą rządu federalnego. Następnie kierowała rządowym ośrodkiem badań nad problemami rozwoju miast i regionów.

## Kariera polityczna
W 1996 została wybrana do parlamentu federalnego jako reprezentantka okręgu wyborczego Jagajaga, obejmującego północno-wschodnie dzielnice Melbourne. Od razu trafiła do gabinetu cieni. W 2001 jako pierwsza w historii kobieta została zastępczynią lidera jednej z głównych australijskich partii, stając się osobą nr 2 w ALP u boku Simona Creana. Zachowała swoją pozycję także pod rządami dwóch kolejnych liderów: Marka Lathama i Kima Beazleya. W 2006 w wewnątrzpartyjnych wyborach tandem Latham – Macklin został pokonany przez duet Kevin Rudd – Julia Gillard, którzy objęli stanowiska lidera i jego zastępczyni. Nowe kierownictwo poprosiło ją jednak, aby pozostała w gabinecie cieni, stanowiącym w australijskim systemie politycznym szczyt partyjnej elity.
Po wygranej ALP w wyborach w 2007 objęła obecne stanowisko. Najważniejszym nadzorowanym przez nią projektem była zorganizowana w gmachu parlamentu w lutym 2008 ceremonia, podczas której premier Rudd przeprosił oficjalnie społeczność aborygeńską za krzywdy doznane przez skradzione pokolenia. Opuściła rząd we wrześniu 2013 po tym, jak ALP przegrała wybory i przeszła do opozycji.